# Przegląd Saperski
Przegląd Saperski – polski miesięcznik o tematyce wojskowej, ukazujący się w latach 1938–1939 po tym jak zamknięto „Przegląd Wojskowo-Techniczny”.
Redaktorem naczelnym był mjr / ppłk Teodor Leon Zaniewski zaś wydawcą - Dowództwo Saperów Ministerstwa Spraw Wojskowych. Siedziba redakcji mieściła się na ulicy Suchej 24 w Warszawie.
Ogółem ukazało się 20 numerów tego pisma. Wielkopolska Bibliblioteka Cyfrowa opublikowała sześć zeszytów z 1938 roku (nr 7-12) i siedem zeszytów z 1939 roku .